# Entephria bradorata
Entephria bradorata là một loài bướm đêm trong họ Geometridae.